# ウギー・ブギー
ウギー・ブギー（Oogie Boogie）は、映画『ナイトメアー・ビフォア・クリスマス』の登場キャラクター。
ハロウィン・タウンに住む住民の中でもかなり過激派な部類に属しており、影の支配者を名乗る。イカサマが得意なギャンブラーであり、ディズニー・ヴィランズ屈指のずる賢さ、残虐さ、邪悪さ、強さを兼ね備えている。
ロック・ショック・バレルという三人の子分がおり、サンタクロースを誘拐するという任務を見事にこなしている等、役に立つ所が他作品の子分とは違うところである。
ディズニー・リゾートでは、ハロウィンイベント限定で登場したり、一部リゾートのイベントでは彼がヴィランズ達の総大将的な立場を担う事が多い。

## キャラクター像
- ハロウィン・タウンきっての嫌われ者。麻袋で覆われた中身は何百万のゴキブリ、ゲジゲジなどの気持ち悪い虫で構成されている。主食は虫。
- 罠を扱うのがとにかく上手いが、詰めが甘い所もあり、作中でも根城である賭博場に侵入したジャックの気配に気づかなかった。
- 縫い目が裂けると簡単に虫が散らばり、布だけの体になってしまう。だが、虫を詰め直せば何回でも復活する。最期は、ジャックに縫い目を裂かれ虫が散らばった後、マグマに落ちて、サンディ・クローズに踏みつぶされるという壮絶な最期を遂げた。
- しかし「ブギーの逆讐」ではロック・ショック・バレルたちの手によって復活し、ジャックへの復讐の為に、フィンケルスタイン博士を洗脳し、私兵である骸骨達を大量生産させ、小鬼達に街の各地で悪事を働かせた。また、ホリデーワールドの住民の誘拐を企て、全ての祝日を支配しようと目論むも、ジャックとの壮絶な闘いの末に二度目の最期を迎えた。
- 子分からの人望が高いが、作中では直接の対面シーンは無い。
- 子供達に悪夢を見せる力と影を操る能力を持っている。また、生身でも十二分に強く本来罠やギャンブルに頼る必要がなく、劇中では巨体のサンタクロースを持ち上げ、軽々と扱っていることから相当な力の持ち主。
- 料理が得意で、その中でも得意料理は「ヘビとクモのシチュー」である事が小鬼達の歌の中で言及されている。。
- ブラックライトで体が緑色に蓄光しており、ディズニーリゾートでのグリーティングやハロウィン限定のイベントではそのカラーリングでの登場が基本となっている。。
- 一人称は「オレ」。体構成は麻袋と虫の集合体だが、一人の独立した意思を持っている。
- 「OOGIE BOOGIE'S SONG」、自前の歌を持っており歌唱力も高い。

## 拷問部屋
地下にある拷問部屋であり、カジノでもある。
- ロボットの兵隊
- 巨大なカッター
- クレーン
- 中央のマグマ
- トランプ型のオブジェから飛び出す仕込み刀
- 回転台

等のトラップがある。